# Prêmio Multishow de Música Brasileira 2018
A 25.ª cerimônia de entrega do Prêmio Multishow de Música Brasileira 2018 ou apenas PMMB 2018 foi realizada em 25 de setembro de 2018 com transmissão ao vivo pelo canal Multishow. A cerimônia teve a apresentação de Anitta e Tatá Werneck.
Os artista com mais indicações nas categorias da edição foram Luan Santana com 4 indicações e Anitta com 3 indicações. Anitta foi a grande vencedora da edição, recebendo 2 troféus nas categorias Melhor Clipe TVZ e Música Chiclete por "Vai Malandra".
A cantora Ivete Sangalo foi a homenageada da noite, além de ter vencido o prêmio de Melhor Cantora.

## Apresentações

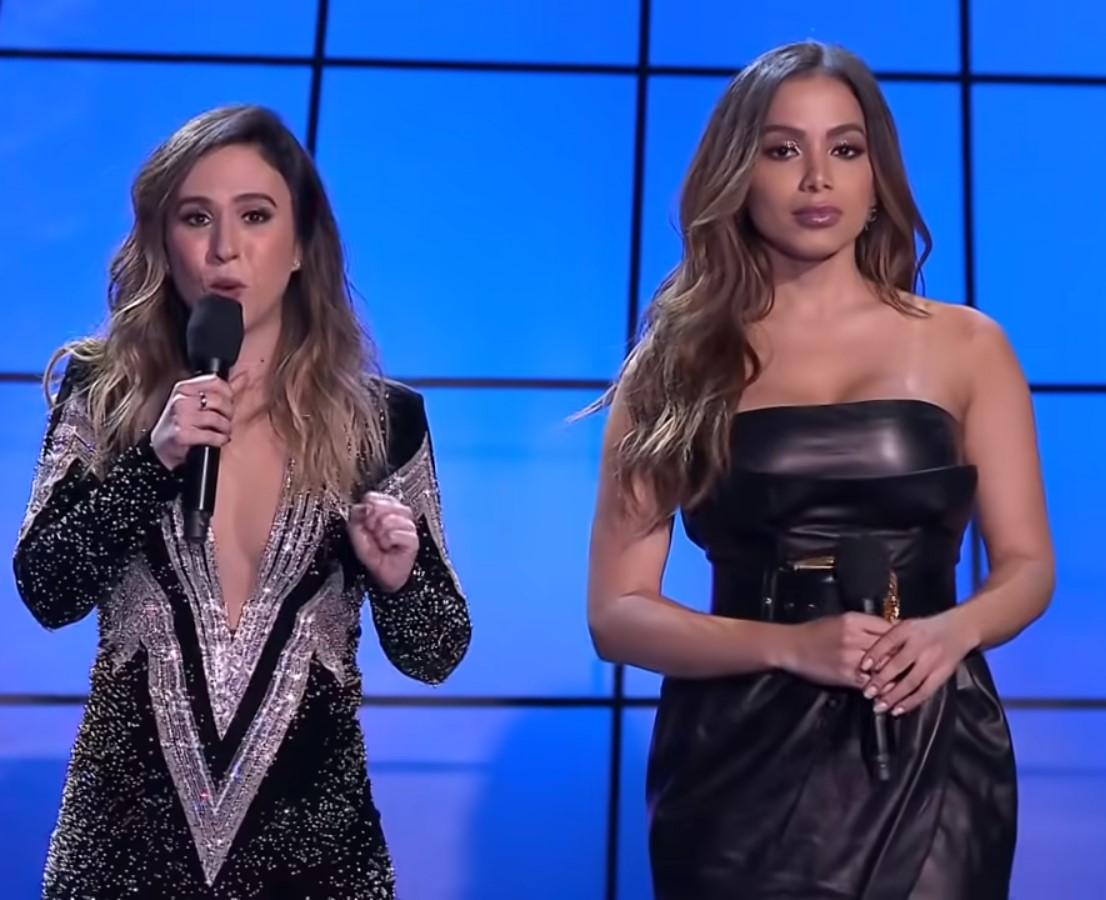
As apresentadoras: Anitta e Tatá Werneck.

| Artista | Canção |
| Pré-show | Pré-show |
| --- | --- |
| Rouge | "Dona da Minha Vida" Ragatanga" (contém elementos de "Não Dá Pra Resistir") |
| Tiago Abravanel Simone Mendes                                                                                  | "Evidências" |
| Show principal                                                                                                 | |
| Anitta | Medley "Bem Querer" (Maurício Manieri cover) "Final Feliz" (Jorge Vercillo cover) "As Quatro Estações" (Sandy & Junior cover) "Zen" "Desabafo" (Cláudya e Marcelo D2 cover) "Jeito Sexy" (Fat Family cover) "Qual É?" (Marcelo D2 cover) "Loka" Ragatanga" (Rouge (cover) "Medicina" "Dançando Calypso" (Banda Calypso cover) "Adoleta" (Kelly Key cover) "Pelos Ares" (Adriana Calcanhotto cover) "Movimento da Sanfoninha" |
| Kevinho | "O Grave Bater" "Rabiola" "Encaixa" "Tá Tum Tum" |
| Ferrugem Sorriso Maroto                                                                                        | "Pirata e Tesouro" "É Natural" |
| Zezé Di Camargo & Luciano Daniel                                                                               | "Pão de Mel" "Adoro Amar Você" "Maus Bocados" |
| MC Kekel | "Namorar Pra Quê" "Mandella É O Meu Nome" "Amor de verdade" "Partiu" |
| Pabllo Vittar                                                                                                  | "Indestrutível" Problema Seu" (contém elementos de "Nêga" e "K.O.") |
| Jorge & Mateus                                                                                                 | "A Hora é Agora" "Sosseguei" "O Que é Que Tem?" "Propaganda" |
| Superbanda Rock Nacional Samuel Rosa Paulo Miklos Dinho Ouro Preto João Barone Digão Liminha Marcelo Lobato PJ | "Hey Joe" "Do Seu Lado" "Vou Deixar" "Lourinha Bombril" "Pra Dizer Adeus" "Primeiros Erros (Chove)" "Eu Quero Ver o Oco" "Papo Reto" |
| Iza | "Dona de Mim" Ginga" (com Rincon Sapiência) |
| BaianaSystem                                                                                                   | "Forasteiro" "Capim Guiné" |
| Luan Santana                                                                                                   | "Sofazinho" (com Jorge & Mateus) "A" "Vingança" (com MC Kekel) |
| Tribalistas | "Carnavália" "Velha Infância" "Aliança" "Já Sei Namorar" |
| Ivete Sangalo                                                                                                  | "Um Sinal" "Cheguei pra Te Amar" "O Farol" Tempo de Alegria" |

## Vencedores e indicados
| Melhor Cantora | Melhor Cantor |
| --- | --- |
| - Ivete Sangalo - Anitta - Marília Mendonça - Joelma - Naiara Azevedo | - Luan Santana - Gusttavo Lima - Léo Santana - MC Kevinho - Wesley Safadão |
| Melhor Grupo | Melhor Dupla |
| - Rouge - Sorriso Maroto - Imaginasamba - Turma do Pagode - Harmonia do Samba | - Jorge & Mateus - Simone & Simaria - Henrique & Juliano - Maiara & Maraisa - Matheus & Kauan |
| Melhor Música | Música Chiclete |
| - "Pesadão" – IZA part. Marcelo Falcão - "Ausência" – Marília Mendonça - "Cheguei pra Te Amar" – Ivete Sangalo - "2050" – Luan Santana - "Regime Fechado" – Simone & Simaria | - "Vai Malandra" – Anitta, Mc Zaac, Maejor part. Tropkillaz & DJ Yuri Martins - "Rabiola" – Kevinho - "Check-in" – Luan Santana - "Contatinho" – Nego do Borel part. Luan Santana - "Dona Maria" – Thiago Brava part. Jorge |
| Melhor Show | Fiat Argo Experimente |
| - Marília Mendonça - Luan Santana - Anitta - Simone & Simaria - Bruno & Marrone | - Hungria Hip Hop - Atitude 67 - Gloria Groove - MC Loma e as Gêmeas Lacração - Jonas Esticado |
| Melhor Cover na Web | Melhor Clipe TVZ |
| - Day - Cover: “Ao Vivo e A Cores” (Matheus & Kauan part. Anitta) - Carol & Vitoria - Cover: “MC Lençol e DJ Travesseiro” (Luan Santana) - Gabi Luthai - Cover: “O Sol” (Vitor Kley) - Thayná Bitencourt - Cover: “Amor Falso” (Wesley Safadão) - Ariel Mançanares - Cover: “Não Esqueço” (Niara part. Pabllo Vittar) | - "Vai Malandra" - Anitta, Mc Zaac, Maejor part. Tropkillaz & DJ Yuri Martins (Diretor: Terry Richardson) - "Indestrutível" - Pabllo Vittar (Diretor: Bruno Ilogti) - "Ta Tum Tum" - Kevinho e Simone & Simaria (Diretor: Gabriel Zerra) - "Romance com Safadeza" - Wesley Safadão e Anitta (Diretor: Mess Santos) - "Din Din Din" - Ludmilla part. MC Pupio e MC Doguinha (Diretor: Thiago Calviño) |
| Homenageada da Edição | |
| Ivete Sangalo | |

## Vencedores e indicados - Superjúri[2]
| Canção do Ano | Melhor Disco                                                                           | Artista Revelação                                         |
| --- | -------------------------------------------------------------------------------------- | --------------------------------------------------------- |
| - "Te Amo Disgraça" - Baco Exu do Blues - "Banho" - Elza Soares - "Exu nas Escolas" - Elza Soares part. Edgar - "Todo Homem" - Zeca Veloso, Caetano Veloso, Moreno Veloso e Tom Veloso | - Taurina - Anelis Assumpção - Deus é Mulher - Elza Soares - Recomeçar - Tim Bernardes | - Baco Exu do Blues - Edgar - Luedji Luna - Maria Beraldo |